# 항저우 톈창 소학교
항저우 톈창 소학교(杭州天长小学)는 중화인민공화국 저장성 항저우의 공립 초등학교이다.

## 교내 연혁과 학교의 역사
장쭤린(張作霖) 중화민국 국민정부 국가원수 권한대행 임기 시절이던 1928년 중화민국 저장성 항저우에서 첫 개교되어 그 이후 1949년 10월 1일에서 1949년 11월 30일까지를 전후한 시점에 중화민국 국민정부가 중국공산당 체제 측에게 중국 대륙 본토에서 쫓겨나 타이완으로 몰리는 국부천대 사태가 도래한 직후와 중공 정부 성립 그 이후에도 현재의 교명이 아직도 변함이 없이 전통을 고수하고 있다.